# Chandpur Sadar
Chandpur Sadar è un sottodistretto (upazila) del Bangladesh situato nel distretto di Chandpur, nella divisione di Chittagong, alla confluenza tra i fiumi Dakatia e Meghna.
Porto fluviale del Bangladesh centro-meridionale, è un importante centro di esportazione via fiume della iuta, collegata da una strada e una ferrovia a Comilla, presso il confine orientale con l'India, e a Noakhali a sud-est. Chandpur è collegata da traghetti con Goalundo Ghat a nord-ovest, a Narayanganj a nord-est, e attraverso la paludosa regione delle Sundarbans a Kolkata (Calcutta; in India) a ovest. Tra le industrie che sfruttano l'energia della centrale termoelettrica di Chandpur vi sono centri per la lavorazione della iuta e industrie chimiche. Chandpur venne istituita come municipalità nel 1897.